# Ин Флеймс
Ин Флеймс (на английски: In Flames) е група от Гьотеборг, Швеция, основана през 1990 година. Музиката, която правят, се определя като мелодичен дет метъл. Ин Флеймс, редом с Dark Tranquillity и At the Gates, допринасят много за развитието и утвърждаването на жанра.

## История

### 1990 – 1996
Ин Флеймс е основана 1990 година като страничен проект на Йеспер Щрьомблад, който по това време свири за дет метъл групата Ceremonial Oath. Йеспер сформира групата с желанието да пише по-мелодична музика, което не е било възможно в Ceremonial Oath. През 1993 той решава да напусне Ceremonial Oath поради по-различнита си музикална насоченост и започва да отделя повече време на Ин Флеймс. Още същата година Йеспер(китара, барабани, клавирни) заформя началния състав на групата заедно с Глен Люнгщрьом (китара) и Йохан Ларсон (бас)
Тримата записват демо запис, съдържащ три песни и го изпращат на Wrong Again Records. За да имат по-голям шанс да получат договор обаче, излъгали собственика на музикалния издател, че разполагат с 13 готови песни. Той от своя страна, виждайки една многообещаваща група, им предлага рекорден договор по телефона.
През 1993, Ин Флеймс записват и продуцират сами дебютния си студиен албум Lunar Strain в Studio Fredman. Понеже групата все още няма собствен вокалист, Йеспер моли Микаел Стане от Dark Tranquillity да изпее партиите. Lunar Strain излиза през 1994 година.
През 1994 Ин Флеймс записват и отново сами продуцират и първото си EP, Subterranean в Studio Fredman. Тъй като към триото още не се е присъединил окончателно вокалист, вокалите този пъс за изпети от Хенке Форс. През 1995 Subterranean е пуснат в продажба. С него Ин Флеймс пробиват и са забелязани от Nuclear Blast.
През 1995 групата, изморена от постоянното търсене на певец за албум или изяви на живо, решава да покани Андерш Фриден да се присъедини като постоянен вокалист, а също и Бьорн Гелоте като постоянен барабанист. През същата година, в новия си състав, Ин Флеймс записват втория си студиен албум The Jester Race. Отново записите са в Studio Fredman, но този път собственикът на звукозаписното студио, Фредрик Нордщрьом се присъединява като копродуцент. След излизането на албума през 1996, Ин Флеймс свирят на турне заедно със Samael, Grip Inc., Kreator и други.

### 1997 – 2001
През 1997 Ин Флеймс записват и издават третия си студиен албум Whoracle. Албумът отново е записан в Studio Fredman с участието на Фредрик Нордщрьом като копродуцент. След пускането на албума на пазара, Глен Люнгщрьом и Йохан Ларсон обявяват неочаквано, че напускат групата. По време на турне с Dimmu Borgir на тяхно място са поканени Никлас Енгелин (китара) и Петер Айверс (бас). След турнето и двамата са поканени да се присъединят към групата за постоянно, което те приемат. С новия си състав Ин Флеймс заминават на европейско турне и изнасят два концерта в Япония. След края на това турне през 1998, Никлас Енгелин решава да напусне групата.
Същата година Бьорн Гелоте оставя барабаните, за да запълни освободилото се място на китарист в групата, а на негово място идва Даниел Свенсон. Веднага групата записва четвъртия си студиен албум – Colony, записан за пореден път в Studio Fredman и копродуциран от Фредрик Нордщрьом. Албумът излиза 1999. Впоследствие Ин Флеймс правят турне из Европа, Япония и изнасят първия си концерт в Съединените щати в рамките на метъл фестивала в Милуоки
През 2000 година групата записва и издава и петия си студиен албум, Clayman, отново записан в Studio Fredman и копродуциран от Фредрик Нордщрьом. След това Ин Флеймс обикаля по турнета заедно с Dream Theater, Slipknot, Testament и други. Август 2001 излиза The Tokyo Showdown, албум със записи на живо от турнето им в Япония през ноември 2000 година.

### От 2002 г.
През 2002 година Ин Флеймс записват и издават шести студиен албум – Reroute to Remain. Този път записите са извършени в Dug Out Studios и са продуцирани от Даниел Бергщранд. Същата година групата свири заедно със Slayer, Soulfly, Mudvayne и други.
Soundtrack to Your Escape е записан през 2003 година и е седмия студиен албум на групата. Повечето песни са записани във вила в Дания, наета от членовете на групата. Единствено барабаните са записани в Dug Out Studios, а продуцент отново е Даниел Бергщранд. Soundtrack to Your Escape илиза 2004 година, след което Ин Флеймс обикалят по турнета с Judas Priest, Mötley Crüe, Motörhead, и отделно от това свирят на главната сцена на Озфест 2005.
През 2005 Ин Флеймс записват и продуцират сами осмия си студиен албум Come Clarity в Dug Out Studios. Още същата година на пазара излиза Used and Abused: In Live We Trust, на два DVD-диска, съдържащ материал от турнетата на групата през 2004. Също през 2005 музикантите подписват допълнителен договор с Ferret Music, целейки по-широк пазар в Северна Америка. Албумът излиза през 2006 и в Европа се разпространява от Nuclear Blast. Същата година групата свири със Sepultura, участва в турнето The Unholy Alliance и свири на главната сцена на Download фестивала в Англия.
Понастоящем, Ин Флеймс записват своя девети студиен албум в собственото си студио IF Studios в Гьотеборг, Швеция. Успоредно с това групата излъчва и репортажи за работата си по записа на албума в MySpace.

## Дискография
Албуми
- 1994 – Lunar Strain
- 1995 – Subterranean
- 1996 – The Jester Race
- 1997 – Whoracle
- 1999 – Colony
- 2000 – Clayman
- 2001 – The Tokyo Showdown
- 2002 – Reroute To Remain
- 2004 – Soundtrack To Your Escape
- 2006 – Come Clarity
- 2008 – A Sense Of Purpose
- 2011 – Sounds Of A Playground Fading
- 2014 – Siren Charms
- 2016 – Battles
- 2019 – I, the Mask
- 2023 – Foregone

Сингли
- 1997 – Black-Ash Inheritance
- 2002 – Cloud Connected
- 2003 – Trigger
- 2004 – The Quiet Place
- 2006 – Come Clarity
- 2008 – The Mirror's Truth

DVD
- 2005 – Used And Abused